# Gönnersdorf (site archéologique)
Le site préhistorique de Gönnersdorf, concernant la période du Paléolithique supérieur, se trouve sur l’actuel territoire de Feldkirchen qui est un quartier de la ville de Neuwied, en Rhénanie-Palatinat, dans l’ouest de l’Allemagne. C’est l’endroit d'un campement de chasseurs magdaléniens datant d'environ 15 500 ans avant le présent (AP). Gönnersdorf compte parmi les lieux le plus importants et les mieux explorés sur la fin de la dernière période glaciaire, livrant notamment des informations sur la nourriture, l’habitat et l’art des hommes de cette époque (voir les plaques d’ardoise gravées et les figurines de femmes de « type Gönnersdorf (de)»).

## Importance du site
Gönnersdorf est un des campements les plus importants en taille et les mieux explorés datant de la fin de la dernière période glaciaire. Du point de vue de l’orographie, le site se trouve à droite du Rhin, à la pointe ouest de la pente de Wollendorf-Gladbach, à 70 mètres environ au nord de l’ouverture de vallée du Rhin du bassin de Neuwied. Sa datation d’environ 15 500 ans AP correspond à la fin du Paléolithique supérieur et au Magdalénien,. Les vestiges du campement ont été exceptionnellement bien conservés, car couverts et protégés par des couches de pierres ponces venant de l’éruption du volcan « Laacher See », dont le cratère (aujourd’hui le lac « Laacher See ») se trouve à 12 km à vol d’oiseau. Compte tenu du grand nombre de trouvailles, de la minutie des fouilles sur une ample superficie, et de la bonne conservation des pièces, le site de Gönnersdorf est considéré comme l'une des archives les plus importantes au monde, pour documenter la vie des êtres humains vers la fin de la dernière période de glaciation. Cet endroit a été manifestement un important lieu de rencontre annuel pour les groupes de chasseurs et de cueilleurs de l’époque. La renommée mondiale du site archéologique de Gönnersdorf est notamment due aux nombreuses œuvres d'art trouvées (plaques d’ardoise gravées et figurines de femmes de « type Gönnersdorf »). Ce site est aussi particulièrement intéressant pour comprendre le type de nourriture et l’habitat des hommes de cette époque lointaine.

## Histoire des fouilles
Le site de Gönnersdorf a été découvert en 1968 dans une fosse de construction, dans laquelle, sous une couche de pierres ponces, sont apparus des outils en pierre et des os. Pendant les années qui suivirent jusqu’en 1976, des fouilles ont été entreprises à côté de cette fosse ainsi que sur les terrains adjacents. Il y avait alors 8 campagnes de fouille sur une surface totale de 687 m2, sous la direction du préhistorien Gerhard Bosinski (de). Suivant l’exemple des travaux sur le site de Pincevent du Bassin parisien, découvert à peu près à la même époque, les excavations de Gönnersdorf ont atteint un degré de qualité particulièrement élevé, selon les critères d’alors.
Les riches trouvailles archéologiques sont analysées jusqu’à aujourd’hui par le centre de recherches de Monrepos dont les projets actuels se concentrent notamment sur la reconstruction de l’habitat ainsi que sur l’analyse des plaques d’ardoise, utilisant les dernières technologies, telles les scans 3D, les analyses isotopiques ou des systèmes d'information géographique SIG (en anglais, geographic information system GIS). Cela pour obtenir une image de plus en plus complète et précise sur la vie des hommes pendant la dernière ère glaciaire.

## Situation géographique et environnement
Le site de Gönnersdorf se trouve à droite du Rhin sur un éperon rocheux formant une terrasse alluviale moyenne, orientée vers le fleuve. C’est un endroit sur une pente ensoleillée et protégée du vent, à une altitude de 96 à 105 mètres. Exactement en face, sur la rive gauche du Rhin, à une distance de seulement 2 kilomètres environ, se trouve un autre site archéologique, celui de Andernach, datant à peu près de la même époque. Le Rhin était alors moins profond, plus large, et avec de nombreux bras en méandres. À proximité du site de Gönnersdorf se trouve un petit ruisseau et on peut supposer que les hommes préhistoriques avaient un accès direct à l’eau fraiche.
La couche de la période magdalénienne se trouve dans le lœss de la steppe glacière, indiquant un climat sec et froid, comme le démontrent également quelques-uns des espèces d’animaux, dont l’existence a été prouvée à Gönnersdorf, comme le Dicrostonyx, le renard polaire, le lièvre variable, le cheval, le renne ou l’antilope saïga. Cependant, il y avait aussi des espèces provenant d'autres milieux naturels, reflété par l’environnement spécifique du lieu de campement. On y a trouvé aussi bien des animaux aquatiques (des poissons tel que saumons et truites) comme des oiseaux (cygne, canard, oie, harfang des neiges), et également des mammifères (chamois, loup, aurochs, mammouth). Le spectre de chasse et de pèche de ces hommes préhistoriques était donc assez vaste.
L’analyse des charbons de bois des foyers a permis de faire des déductions sur la végétation autour du campement. On a pu démontrer l’existence de pins (pin sylvestre sans exclure d’autres variants de pins) une espèce de cyprès (éventuellement le genévrier commun) ainsi que le saule. Les analyses de pollens ont révélé une grande variété dans la végétation herbacée.

## La nourriture à l’époque du Magdalénien
Grâce à la bonne conservation des os et à la précision de la documentation, concernant notamment les fosses, le site de Gönnersdorf fournit d’amples informations sur l’alimentation des hommes à la fin de la période glaciaire, surtout à propos de la chasse et au traitement des proies.

### La chasse
Dans la recherche pour la nourriture, la chasse joua un rôle prépondérant. Ceci est démontré par les nombreux restes d’animaux trouvés sur le site, mais également par d’autres éléments trouvés, comme des pointes de projectiles, en ramure ou en pierre, qui pourraient avoir été fixés au bout de lances en bois. Les animaux de proie trouvés sur place furent essentiellement les chevaux, mais il y eut aussi du bison, de l’antilope saïga, du chamois, du renard polaire, du lièvre variable ainsi que différents oiseaux et poissons. Le site de Gönnersdorf n’est pas le lieu immédiat de la chasse, mais l’endroit d’habitation et de traitement des proies. Ces dernières furent en partie découpées à l'endroit de la chasse, puis apportées en pièces au site du campement pour y être traitées. Ceci est reflété par le type et la répétitivité des différentes parties des corps d’animaux, trouvées dans le camp. Le sternum du cheval, par exemple, y manque totalement.
L’animal le plus chassé à Gönnersdorf fut incontestablement le cheval. La quantité trouvée des différents os a permis d’évaluer le nombre minimum d’individus. Ont été trouvés, par exemple, 50 phalanges spécifiques du cheval, amenant par déduction au nombre minium de 13 individus. Il est probable que la quantité totale des chevaux chassés soit largement supérieure à ce chiffre, car tous les os d’un animal n’ont pas atteint le camp ou n’ont pas été conservés jusqu’à aujourd’hui.
L’évaluation des restes de rennes obtint 180 fragments d’os appartenant à au moins 4 animaux, qui furent chassés pour leur viande, mais aussi pour leur bois.
Parmi les os trouvés, un a été clairement attribué à l’aurochs et un à l’antilope saïga. Le fémur d’un mammouth, trouvé près d’un foyer, a été daté 2 000 ans plus tôt que le campement. On suppose que cet os de mammouth a été trouvé dans les environs, puis amené au camp pour servir comme support de construction, avec une empaumure de bois de renne, pour former un foyer à grillades. De plus, cet os de mammouth a été couvert par de l’ivoire, qui pourrait avoir été ramassé dans les environs. Compte tenu du petit nombre d’os, il est peu probable, que les hommes de Gönnersdorf chassaient vraiment le bison, l’aurochs et le mammouth.
Quant au renard polaire, des os provenant d’au moins 30 individus ont été trouvés au camp, puis 300 os provenant d’au moins 7 lièvres. Ces deux dernières espèces ont certainement été chassés moins pour leur viande, que pour leur fourrure. Des restes sporadiques de poissons (saumon, truite, lotte), trouvés dans des fosses, témoignent également du rôle important de la pêche dans l’alimentation des hommes de cette époque.
Les os d’oiseau décelés au campement attestent également, que les cygnes, canards et lagopèdes ont été chassés sans doute d’abord pour leur chair, et les corbeaux, laridés et harfangs des neiges, essentiellement pour leurs plumes.

### La cueillette
La collection d’œufs d’oiseau et la cueillette de fruits, de plantes et de baies a probablement joué un rôle important dans la vie des hommes préhistoriques de Gönnersdorf, bien que très peu d’éléments concrets se sont conservés jusqu’à aujourd’hui pour l’attester. Des pollens d’herbes sauvages n’ont été trouvés que sporadiquement dans des foyers, ce qui serait une indication sur la préparation d’une alimentation végétale. Des plaques de roches utilisées comme meule indiquent également qu’il y avait un traitement de plantes sur le site.

### Fosses creusées pour cuire
Directement sur le lieu du campement, des fosses creusés en dessous des plaques en ardoise permirent la préparation d’aliments avec de l’eau et des pierres chauffées. Cela a pu être démontré par les couches de bois carbonisé trouvées dans les fosses ainsi que par des pierres éclatées par la chaleur. Il est à supposer que la graisse d’os fut obtenue de la même manière par décoction, car beaucoup d’os ont été systématiquement réduits. Plus tard, ces foyers en fosse ont été remplis par des détritus.
Il est probable également que certaines de ces fosses, aménagées en dessous des couches d’ardoise, furent utilisés pour le stockage d’aliments.

## Art et ornementations

### Art

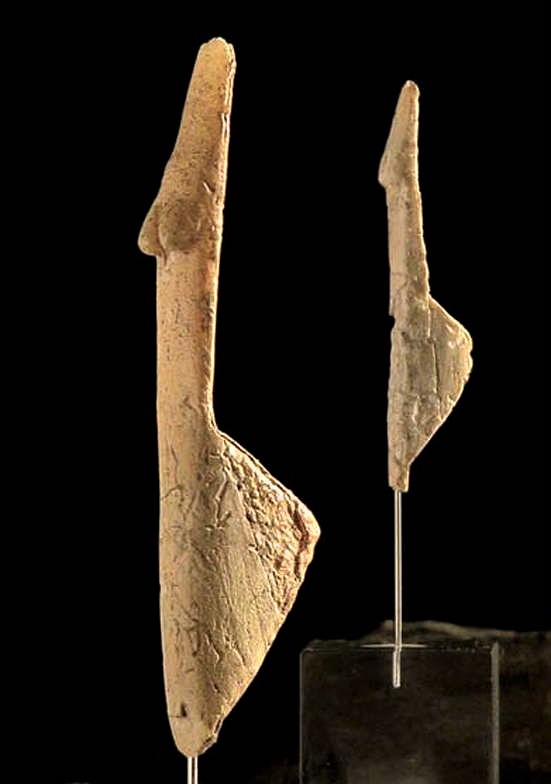
Figurines Venus de Gönnersdorf

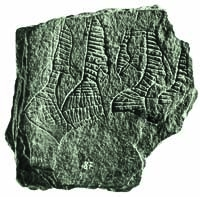
Représentations de Venus sur plaques en ardoise

Les vestiges trouvés comprennent des figurines plastiques représentant des femmes debout avec une accentuation du muscle grand glutéal. Ces pièces d’art ont été récupérés en grande partie fractionnée. Elles sont éponymes pour les figurines de Vénus de Gönnersdorf (de), reparties à cette époque sur toute l’Europe. La matière utilisée pour ces figurines est surtout l’ivoire, mais également l’ardoise ou les bois de cervidés. La représentation de la femme debout avec l’accentuation glutéal typique, se trouve également sur des plaques d’ardoise gravés.

### Ornementations
Des pendentifs pour colliers ont probablement été fabriqués à partir de canines de cervidés, appelés craches de cerf, comme le démontrent les percements constatés. Ces craches de cerf sont souvent considérés comme bijoux de prestige. Des dents percées d’autres espèces d’animaux ont aussi été trouvées, venant du renne, du renard des neiges et du cheval sauvage.
Les coquilles de certains mollusques furent destinées à être cousus de façon bien visible, sur des pièces de vêtements, ou alors également pour la fabrication de colliers. Les minuscules coquilles percées de l’espèce d’escargots « Homalopoma sanguineum », venant des régions de la Méditerranée, sont considérées comme preuve pour les échanges entre régions. Il n’est pas certain, si les griffes des corbeaux furent employées comme parures, mais il semble certain que les matières hématite, ocre et charbon de bois furent bien utilisées pour l'ornementation. Sur le site de Gönnersdorf, mais également celui de Andernach-Martinsberg en face du Rhin, ont été trouvés des perles biconiques en jais (bois fossile).

## Industrie d’outils en ivoire, en os et en bois de cervidés

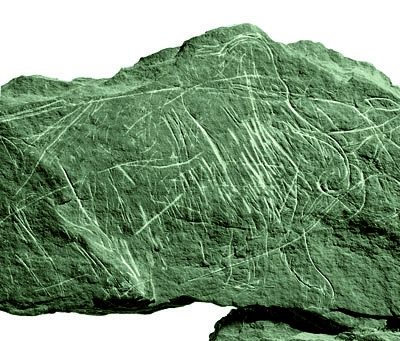
Représentation d'un mammouth

Les hommes de Gönnersdorf utilisèrent l’ivoire, les os et les bois de rennes, pour fabriquer une grande variété d’outils, en plus des pièces d’armes et des objets d’arts et d’ornementations. Ces pièces furent utilisées lors des chasses ou pendant d’autres activités. Les matériaux nécessaires pour cette industrie prévinrent des proies chassées, mais furent aussi collectionnés dans les environs. Les projectiles de plus grande taille firent souvent créés à partir de pièces en ivoire plus ancien, ramassés également dans les environs.Cet ivoire fut alors façonné en projectile semi-rond, appelé « baguette-demi-ronde », parfois ornementé avec des gravures montrant un ours ou un renne.
Les épingles et retouchoirs furent fabriqués à partir d'os allongés du cheval, ceux-ci ayant une plus grande dureté. Les pointes de projectiles, légèrement courbées et allongées, furent confectionnés à partir d’éclats des bois de cervidés, après les avoir soigneusement coupés dans les ramures. Les résidus en éclats de cette fabrication n’ont généralement pas reçu de façonnement plastique, bien que cela fut également le cas sporadiquement.
Les plus grands bois de renne furent travaillés pour la création de harpons dont la plupart possèdent des barbelures sur un côté, plus rarement deux rangées de barbelures. Une sorte de précurseur de l’hameçon, que l’on pouvait aussi utiliser pour d’autres animaux, fut également réalisé à partir du bois de cervidés. Une grande quantité des os trouvés comportent des traces d’usure. Ils furent employés pour travailler des pierres ou autres objets avec des fonctions inconnues pour nous.

## Industrie lithique
Les artefacts en pierre trouvés à Gönnerdorf dépassent le nombre de 81 000 pièces, pesant ensemble environ 76 kg. Selon la distribution des types d'industries lithiques du Paléolithique supérieur, ces éléments correspondent aux outils du Magdalénien supérieur.

### Matières premières
Les artefacts trouvés à Gönnerdorf ont leur origine aussi bien dans les roches naturelles de la région, comme également dans celles de contrées plus éloignées. Pour les sections d’excavations I et II, il s’agit de silex provenant de sites distants de 100 km au moins ; et pour la section III de silex amené depuis l’ouest de l’Europe. De plus, 3 lames en pierre héliotrope ont été trouvées, dont la matière première est originaire de la région du « Hochrhein ». Avec le trajet de 300 km à vol d’oiseau, il s’agit de la plus grande distance enregistrée pour le transport de matières premières pendant le Paléolithique en Rhénanie.
Certains des outils en roche régionale contenaient le noyau de la pierre, ce qui indique que l’outil a été travaillé à partir de la roche entière, contrairement à une fabrication à partir de pierres semi-finies. Des noyaux ont également été décelés dans le silex en provenance de l’ouest de l’Europe. Inversement, le silex de Rijkholt, par exemple, a été déjà partitionné au lieu d’origine en lames et autres semi-produits, afin de faciliter le transport. Dans ce cas, à Gönnerdorf a eu lieu la finition des produits.

### Ardoise
As côté des légendaires plaques artistiques en ardoise gravées, d’autres objets ont également été fabriqués dans cette matière, comme les lampes et les disques. Ces derniers sont des pièces rondes en ardoise avec un diamètre de 1,5 à 6,5 cm. Ils sont percés en leur milieu et pourraient donc avoir été utilisés en tant que bijoux, mais leur fonction exacte est inconnue aujourd’hui. Plus de 400 exemplaires de ces disques ont été trouvés. L’endroit de la perforation a quelquefois été marqué par une croix. La plupart des disques n’ont pas d’ornements, mais quelques-uns sont pourvus de cercles, de triangles, d’ovales ou de rayons. Les bords ont été retravaillés avant d’être poncés.
Pour la fabrication de lampes, des épaisses plaques d’ardoise ont été creusées jusqu’à une profondeur de 1 cm pour obtenir une cuvette à lampe, dans laquelle ont été brulés, par exemple, du suif avec une mèche. Des expérimentations ont démontré qu’une telle lampe produit beaucoup de lumière.
Beaucoup de plaques d’ardoise ont manifestement été utilisées comme matériel de construction sans être retravaillées pour d’autres utilisations.

### Autres outils en pierre
Dans une petite fosse, on a trouvé quelques pierres en quartz angulaires, lesquelles, selon les scientifiques, furent utilisées pour chauffer l’eau de cuisson. Pour cela la pierre entière fut chauffée dans le feu, pour ensuite être posée dans l’eau d’une fosse, dont les parois furent revêtues de peaux ou de cuirs. De cette fonction l’eau fut chauffée. Compte tenu de l’alternance répétée entre le chaud et le froid, ces pierres se sont finalement brisées.
À côté des artefacts de pierre décrits plus haut, il y avait également des pierres à frapper et des retouchoirs, utilisés pour tailler des pierres. D’autres cailloux servirent à casser de os à moelle.

## Habitat

### Structures de l’habitat
L’ensemble de la surface des excavations a été divisée en 4 sections. Au sud se trouve K1 (concentration 1), plus vers le nord-ouest le KII, au-dessus de celle-ci le K III et plus au nord le K IV.
Compte tenu des constructions actuelles, il n’était pas possible de fouiller la totalité du campement. Cependant, on a pu distinguer 4 subdivisions espacées que l’on peut interpréter comme étant des habitations. Cela a pu être décelé grâce à l’importance des concentrations de pierres en ardoise, en quartzite et en quartz, avec des zones de fosses en dessous et une coloration partiellement rouge de l’intérieur par de l’hématite pulvérisé. Entre et en dessous des amas de pierres se trouvaient de nombreux artefacts lithiques et des os.

### Logis
La limite des habitations est formée par des cercles en pierres, d’un diamètre de 6 mètres pour la section K III, et de 9 mètres pour les sections K I et K II. En dessous de ces cercles se trouvaient des trous de poteaux, espacés de 1,20 mètre. Au milieu de ces habitations en cercle se trouvait une fosse profonde pour un poteau central.
Sur la base de ces trouvailles, puis également incités par des comparaisons ethnologiques avec des sites asiatiques, les scientifiques ont conclu qu’il s’agissait de tentes quelque peu rondes, avec des parois verticales, et un toit légèrement conique, ce dernier ayant une ouverture faîtière, supporté par un poteau central. La structure fut couverte par des peaux ou des morceaux de cuir. Chaque construction avait 3 sorties, l’une vers le sud-est et l’autre vers le nord-ouest. L’intérieur fut structuré par des amas de pierres, des passages pavés, et des surfaces vides. À côté d’un ou de plusieurs foyers il y avait de multiples fosses, utilisées pour la cuisson, pour le stockage ou pour les déchets.
La trouvaille près d’un foyer, d’un fémur de mammouth, légèrement carbonisé et d’une grande empaumure de bois de renne, laisse supposer que les hommes de la dernière glaciation utilisèrent ces deux éléments pour construire une sorte de barbecue.
La base de la tente, dégagée dans la section K IV, ne comprend pas de fosses. On supposa qu’il devrait s’agir ici d’une tente de type tipi. Mais les toutes dernières analyses supposeraient plutôt une construction en forme de rectangle ou de trapèze. Son diamètre était de 5 mètres avec des blocs en ardoise à la limite extérieure, utilisés pour le lestage du pied de la paroi. Au centre de la tente se trouva un foyer couvert par une plaque en basalte. L’entrée était orientée sud-ouest, comme démontré clairement par une étude des lignes de communications entre les différentes locations de pièces.

## Datation et périodes d’occupation
Au début des excavations, et grâce à la datation par le carbone 14, le site de Gönnersdorf a pu être daté sur la période autour de 13 000 ans avant notre ère. Il fait ainsi partie du Magdalénien supérieur. Cette datation est confirmée en grande partie par une analyse plus récente, qui cependant signale que ce site fut déjà peuplé 400 ans plus tôt que présumé initialement. Il est ainsi contemporain avec le site de Andernach-Martinsberg juste en face du Rhin. Les échantillons utilisés pour la datation au carbone 14, provenaient essentiellement des os de chevaux et de rennes.
Les indications sur les périodes d’occupation du campement varient en fonction des sections des excavations (K I–K V). Par exemple, au K 1 ont été trouvés des fétus de cheval, dont le stade de développement indiquerait que la chasse eut lieu en automne ou en hiver, alors que les os trouvés au K II étaient déjà plus développés, pouvant donc être attribués à une chasse au printemps et en été.